# Ютіка (Пенсільванія)
Ютіка (англ. Utica) — місто (англ. borough) в США, в окрузі Венанго штату Пенсільванія. Населення — 184 особи (2020).

## Географія
Ютіка розташована за координатами 41°26′14″ пн. ш. 79°57′55″ зх. д. / 41.43722° пн. ш. 79.96528° зх. д. (41.437200, -79.965392).  За даними Бюро перепису населення США в 2010 році місто мало площу 3,78 км², з яких 3,62 км² — суходіл та 0,15 км² — водойми.

## Демографія
Згідно з переписом 2010 року, у селищі мешкало 189 осіб у 76 домогосподарствах у складі 55 родин. Густота населення становила 50 осіб/км².  Було 109 помешкань (29/км²).
Расовий склад населення:
| - 99,5 % — білих - 0,5 % — корінних американців |

До двох чи більше рас належало 0,0 %. Частка іспаномовних становила 1,1 % від усіх жителів.
За віковим діапазоном населення розподілялося таким чином: 20,1 % — особи молодші 18 років, 60,9 % — особи у віці 18—64 років, 19,0 % — особи у віці 65 років та старші. Медіана віку мешканця становила 44,5 року. На 100 осіб жіночої статі у селищі припадало 92,9 чоловіків;  на 100 жінок у віці від 18 років та старших — 96,1 чоловіків також старших 18 років.
За межею бідності перебувало 20,5 % осіб, у тому числі 17,5 % дітей у віці до 18 років та 4,3 % осіб у віці 65 років та старших.
Цивільне працевлаштоване населення становило 72 особи. Основні галузі зайнятості: освіта, охорона здоров'я та соціальна допомога — 22,2 %, будівництво — 15,3 %, виробництво — 13,9 %.